# Gnathorhynchus conocaudatus
Gnathorhynchus conocaudatus är en plattmaskart som beskrevs av Meixner 1929. Gnathorhynchus conocaudatus ingår i släktet Gnathorhynchus och familjen Gnathorhynchidae. Arten är reproducerande i Sverige. Inga underarter finns listade i Catalogue of Life.